# Di Giorgio (California)
Di Giorgio è un'area non incorporata della contea di Kern, in California. È situata a 6,5 miglia (10 km) a sud di Edison, ad un'altitudine di 486 piedi (148 m). Di Giorgio sovrasta il grande Mountain View Oil Field e dà il nome a una delle tante aree produttive del campo.

## Origini del nome
Il nome è in onore di Giuseppe "Joseph" Di Giorgio (1874–1951), un imprenditore agricolo, nato a Cefalù e immigrato negli Stati Uniti dalla Sicilia nel 1888, che fu il fondatore dell'azienda ortofrutticola DiGiorgio Corporation.

## Storia
Il primo ufficio postale a Di Giorgio venne inaugurato nel 1944.